# Nitraria retusa
Nitraria retusa — вид рослин родини золотухові (Nitrariaceae), поширений у північній, північно-західній і північно-східній Африці, західній Азії й Пакистані.

## Опис

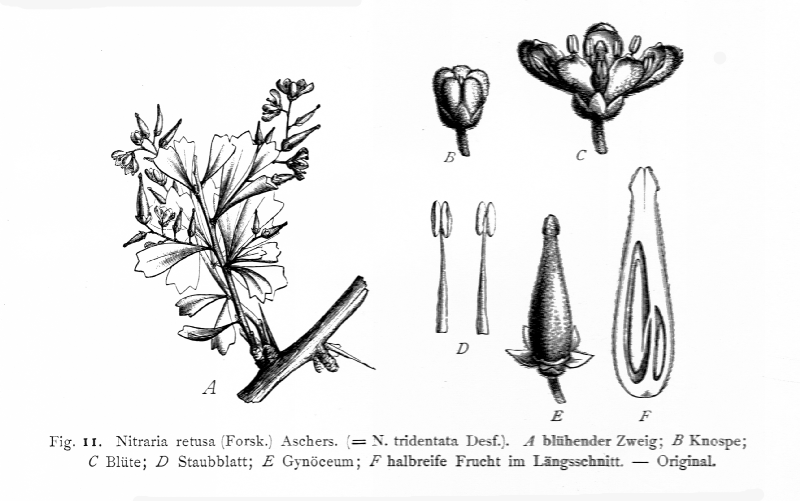
ілюстрація

Кущ заввишки до 2.5 м. Молоді пагони білувато запушені, колючі на верхівках. Листки на молодих гілках чергуються, на старших — скупчені, ≈ 14–15 × 8–10 мм, сизуваті, цілі. Квіти сидячі, ≈ 4–5 мм упоперек, зеленувато-білі, запашні; квітконіжка ≈ 3 мм завдовжки. Чашолистки 1.5–2 мм завдовжки. Кістянка півсферична, діаметром 5–10 мм, тригранна.

## Поширення
Поширений у північній, північно-західній і північно-східній Африці, західній Азії й Пакистані.
Зростає широкими клаптями в піщаних дюнах, де створює горбочки. Відіграє важливу роль у фіксації піщаних дюн.

## Використання
Плід стає червоним у міру дозрівання і його споживають люди та дикі тварини. Верблюди та кози живляться соковитими листками цієї рослини. Деревина використовується для палива. 